# Anders Bjork
Pour les articles homonymes, voir Björk (homonymie).
Anders Bjork (né le 5 août 1996 à Mequon dans l'État du Wisconsin aux États-Unis) est un joueur professionnel américain de hockey sur glace. Il évolue au poste d'ailier gauche.

## Biographie
Il est repêché par les Bruins de Boston au 146e rang durant le cinquième tour du repêchage d'entrée dans la LNH 2014 avant de rejoindre les Fighting Irish de l'Université Notre-Dame. À sa troisième année dans les rangs universitaires, en 2016-2017, il réalise un total de 52 points en 39 parties et reçoit notamment une nomination au trophée Hobey Baker, remis au meilleur joueur de hockey sur glace dans la NCAA.
Le 30 mai 2017, il signe un contrat de trois ans avec les Bruins. Il commence sa carrière professionnelle dans la LNH avec l'équipe du Massachusetts à partir de la saison 2017-2018.

## Statistiques

### En club
| Saison     | Équipe                         | Ligue       |     | Saison régulière | Saison régulière | Saison régulière | Saison régulière | Saison régulière |   | Séries éliminatoires | Séries éliminatoires | Séries éliminatoires | Séries éliminatoires | Séries éliminatoires |
| Saison     | Équipe                         | Ligue       | PJ  | B                | A                | Pts              | Pun              | PJ               | B | A                    | Pts                  | Pun                  |                      |                      |
| 2012-2013  | U.S. National Development Team | USHL        | 38  | 8                | 7                | 15               | 28               | -                | - | -                    | -                    | -                    |                      |                      |
| 2013-2014  | U.S. National Development Team | USHL        | 26  | 9                | 12               | 21               | 0                | -                | - | -                    | -                    | -                    |                      |                      |
| 2014-2015  | Université Notre-Dame          | Hockey East | 41  | 7                | 15               | 22               | 14               | -                | - | -                    | -                    | -                    |                      |                      |
| 2015-2016  | Université Notre-Dame          | Hockey East | 35  | 12               | 23               | 35               | 8                | -                | - | -                    | -                    | -                    |                      |                      |
| 2016-2017  | Université Notre-Dame          | Hockey East | 39  | 21               | 31               | 52               | 16               | -                | - | -                    | -                    | -                    |                      |                      |
| 2017-2018  | Bruins de Boston               | LNH         | 30  | 4                | 8                | 12               | 6                | -                | - | -                    | -                    | -                    |                      |                      |
| 2017-2018  | Bruins de Providence           | LAH         | 9   | 2                | 2                | 4                | 2                | -                | - | -                    | -                    | -                    |                      |                      |
| 2018-2019  | Bruins de Boston               | LNH         | 20  | 1                | 2                | 3                | 2                | -                | - | -                    | -                    | -                    |                      |                      |
| 2018-2019  | Bruins de Providence           | LAH         | 13  | 1                | 9                | 10               | 2                | -                | - | -                    | -                    | -                    |                      |                      |
| 2019-2020  | Bruins de Boston               | LNH         | 58  | 9                | 10               | 19               | 10               | 10               | 0 | 1                    | 1                    | 6                    |                      |                      |
| 2019-2020  | Bruins de Providence           | LAH         | 7   | 3                | 5                | 8                | 4                | -                | - | -                    | -                    | -                    |                      |                      |
| 2020-2021  | Bruins de Boston               | LNH         | 30  | 2                | 3                | 5                | 10               | -                | - | -                    | -                    | -                    |                      |                      |
| 2020-2021  | Sabres de Buffalo              | LNH         | 15  | 3                | 3                | 6                | 4                | -                | - | -                    | -                    | -                    |                      |                      |
| 2021-2022  | Sabres de Buffalo              | LNH         | 58  | 5                | 3                | 8                | 10               | -                | - | -                    | -                    | -                    |                      |                      |
| 2022-2023  | Sabres de Buffalo              | LNH         | 1   | 0                | 0                | 0                | 0                | -                | - | -                    | -                    | -                    |                      |                      |
| 2022-2023  | Americans de Rochester         | LAH         | 42  | 8                | 17               | 25               | 16               | -                | - | -                    | -                    | -                    |                      |                      |
| 2022-2023  | Blackhawks de Chicago          | LNH         | 13  | 2                | 6                | 8                | 2                | -                | - | -                    | -                    | -                    |                      |                      |
| Totaux LNH | Totaux LNH                     | Totaux LNH  | 225 | 26               | 35               | 61               | 44               | 10               | 0 | 1                    | 1                    | 6                    |                      |                      |

### En équipe nationale
| Année | Équipe         | Compétition                  |    | PJ | B | A | Pts | Pun | +/-                |  | Résultat |
| 2014  | États-Unis U18 | Championnat du monde -18 ans | 7  | 2  | 0 | 2 | 4   | +4  | Médaille d'or      |  |          |
| 2016  | États-Unis U20 | Championnat du monde junior  | 7  | 3  | 0 | 3 | 0   | +5  | Médaille de bronze |  |          |
| 2017  | États-Unis     | Championnat du monde         | 5  | 0  | 0 | 0 | 0   | 0   | Cinquième place    |  |          |
| 2023  | États-Unis     | Championnat du monde         | 10 | 0  | 2 | 2 | 2   | +3  | Quatrième place    |  |          |

## Trophées et honneurs personnels
- 2015-2016 : nommé dans la deuxième équipe d'étoiles de Hockey East
- 2016-2017 :
  - nommé dans la première équipe d'étoiles de Hockey East
  - nommé dans la deuxième équipe d'étoiles de la région Est de la NCAA
  - nommé parmi les finalistes pour le trophée Hobey Baker du meilleur joueur de hockey de la NCAA